# Llista de monuments de Campanet
Llista de monuments de Campanet catalogats pel consell insular de Mallorca com a Béns d'Interès Cultural en la categoria de monuments pel seu interès històric, artístic, arquitectònic, arqueològic, històric-industrial, etnològic, social, científic o tècnic.
| Monument                                                   | Tipus                | Localització                                                   | Coordenades                                          | Codi?         | Imatge |
| ---------------------------------------------------------- | -------------------- | -------------------------------------------------------------- | ---------------------------------------------------- | ------------- | --- |
| Oratori de Sant Miquel                                     | Edif. religiosos     | Campanet                                                       | 39° 47′ 36″ N, 2° 57′ 48″ E / 39.793275°N,2.963277°E | RI-51-0004312 | Oratori de Sant Miquel (Campanet) · Vegeu més fotos d'aquest monument · Carregueu una nova foto d'aquest monument |
| Creu de Son Pocos, o Creu de l'Oratori de Sant Miquel      | Creus de terme       | Campanet Prop de l'Oratori de Sant Miquel                      | 39° 47′ 36″ N, 2° 57′ 48″ E / 39.793236°N,2.963368°E | RI-51-0010267 | Carregueu una nova foto d'aquest monument                                                                         |
| Creu des carrer de Son Massanet                            | Creus de terme       | Campanet Rodalies del poble, sortint cap a la ctra. Palma–Inca | 39° 46′ 25″ N, 2° 58′ 03″ E / 39.773508°N,2.967606°E | RI-51-0010268 | Carregueu una nova foto d'aquest monument                                                                         |
| Creu del carrer Major                                      | Creus de terme       | Campanet Carrer Major, 51                                      | 39° 46′ 25″ N, 2° 57′ 46″ E / 39.773632°N,2.962883°E | RI-51-0010269 | Carregueu una nova foto d'aquest monument                                                                         |
| Creu de Menestralia                                        | Creus de terme       | Campanet Vora la ctra. Palma–Alcúdia                           | 39° 45′ 58″ N, 2° 58′ 19″ E / 39.766182°N,2.971938°E | RI-51-0010270 | Creu de Menestralia (Campanet) · Vegeu més fotos d'aquest monument · Carregueu una nova foto d'aquest monument    |
| Cova d'Albaraiet / Can Bernat                              | Monument arqueològic | Campanet                                                       | 39° 46′ 33″ N, 2° 57′ 00″ E / 39.775963°N,2.950104°E | RI-51-0001874 | Carregueu una nova foto d'aquest monument                                                                         |
| Conjunt prehistòric de Biniatro / Puig d'Avall             | Monument arqueològic | Campanet                                                       | 39° 48′ 40″ N, 2° 57′ 53″ E / 39.811063°N,2.964799°E | RI-51-0001875 | Carregueu una nova foto d'aquest monument                                                                         |
| Resta prehistòrica de Coll des Cocons                      | Monument arqueològic | Campanet                                                       |                                                      | RI-51-0001876 | Carregueu una nova foto d'aquest monument                                                                         |
| Conjunt prehistòric de Gabellí Petit / Clapers des Doblers | Monument arqueològic | Campanet                                                       | 39° 48′ 15″ N, 2° 57′ 47″ E / 39.804304°N,2.962966°E | RI-51-0001877 | Carregueu una nova foto d'aquest monument                                                                         |
| Cova de Maçana                                             | Monument arqueològic | Campanet                                                       | 39° 49′ 34″ N, 2° 58′ 55″ E / 39.826159°N,2.981969°E | RI-51-0001878 | Carregueu una nova foto d'aquest monument                                                                         |
| Cova de sa Mata Grossa                                     | Monument arqueològic | Campanet                                                       | 39° 46′ 08″ N, 2° 59′ 29″ E / 39.768794°N,2.991263°E | RI-51-0001879 | Carregueu una nova foto d'aquest monument                                                                         |
| Habitació prehistòrica de Santiani Gran / Es Torrent       | Monument arqueològic | Campanet                                                       | 39° 47′ 38″ N, 2° 56′ 28″ E / 39.793862°N,2.941039°E | RI-51-0001880 | Carregueu una nova foto d'aquest monument                                                                         |
| Talaiot de Son Corró / Es Puig                             | Monument arqueològic | Campanet                                                       | 39° 47′ 20″ N, 2° 59′ 14″ E / 39.788957°N,2.987211°E | RI-51-0001881 | Carregueu una nova foto d'aquest monument                                                                         |
| Pedrera antiga de Son Corró / Tanca des Puig               | Monument arqueològic | Campanet                                                       | 39° 47′ 10″ N, 2° 59′ 17″ E / 39.786155°N,2.988053°E | RI-51-0001882 | Carregueu una nova foto d'aquest monument                                                                         |